# Dipterocarpus humeratus
Dipterocarpus humeratus är en tvåhjärtbladig växtart som beskrevs av V. Slooten. Dipterocarpus humeratus ingår i släktet Dipterocarpus och familjen Dipterocarpaceae. Inga underarter finns listade i Catalogue of Life.